# How Do You Stop
"How Do You Stop" é uma canção escrita por Dan Hartman e Charlie Midnight e gravada por James Brown. Também aparece no álbum de Brown de 1986 Gravity e foi lançada como single que alcançou o número 10 da parada R&B. Brown também canta a canção em seu álbum de 1989 Soul Session Live.
Joni Mitchell fez uma versão cover de "How Do You Stop" em seu álbum de 1994 Turbulent Indigo com vocais de Seal.

## Créditos
- James Brown: Vocais
- Steve Winwood: Sintetizadores
- Dan Hartman: Guitarras, teclados, programação e vocais de apoio
- T. M. Stevens: Baixo, vocais de apoio
- Ray Marchica: Bateria
- The Uptown Horns (Arno Hecht, Bob Funk, Crispin Cioe, "Hollywood" Paul Litteral): Instrumentos